# Östergötlands runinskrifter 230
Östergötlands runinskrifter 230 är en vikingatida runsten i Åkerby trappbacke, Häradshammars socken och Norrköpings kommun. Runstenen är 1,5 meter hög och 0,55 meter bred. Runhöjden är 10-11 centimeter.

## Inskriften
Translitterering av runraden:
: þulfʀ : resti : sten : þisa : aftiʀ : ketil : sun : sin
Normalisering till runsvenska:
Þolfʀ ræisti stæin þennsa æftiʀ Kætil, sun sinn.
Översättning till nusvenska:
Tolv reste denna sten efter Kättil, sin son.